# Eriokermes juniperi
Eriokermes juniperi är en insektsart som först beskrevs av Goux 1936.  Eriokermes juniperi ingår i släktet Eriokermes och familjen eksköldlöss.
Artens utbredningsområde är Frankrike. Inga underarter finns listade i Catalogue of Life.